# Colastes magdalenae
Colastes magdalenae är en stekelart som beskrevs av Sterzynski 1983. Colastes magdalenae ingår i släktet Colastes och familjen bracksteklar. Inga underarter finns listade i Catalogue of Life.